# Паул фон Хинденбург
Паул Лудвиг Ханс Антон фон Бенекендорф унд фон Хинденбург (на немски: Paul Ludwig Hans Anton von Beneckendorff und von Hindenburg) е германски военачалник и политик, президент на Германия в периода 12 май 1925 – 2 август 1934 година.
В периода 1916 – 1918 г. служи като началник на Генералния щаб. През февруари 1925 г. първият президент на Ваймарската република Фридрих Еберт умира. По това време Паул фон Хинденбург е пенсиониран и верен на кайзера в изгнание. Според Хинденбург в Германия трябва да се възстанови монархията по английски модел. Въпреки нежеланието си, подложен под силен натиск, той се кандидатира за президент на Германия при условията на Ваймарската конституция. Основна роля за промяната на позицията му има адмирал Алфред фон Тирпиц. Печели изборите с 14 655 766 гласа пред Вилхелм Маркс с 13 751 615 гласа и Ернст Телман с 1 931 151 гласа. През 1932 г. е преизбран за президент, побеждавайки Адолф Хитлер. През януари 1933 г., под политически натиск назначава Хитлер за канцлер на Германия, който след смъртта на Хинденбург управлява страната като диктатор.

## Биография
Хинденбург е роден на 2 октомври 1847 г. в Позен (днес Познан), тогава в границите на Кралство Прусия. Син е на пруски аристократ. Майка му е средната класа – факт, който той предпочита да игнорира. Семейството са лутерани. Паул е горд с бащинската си фамилия и може да проследи праотците си чак до 1289 г.
Като кадет на 11-годишна възраст той служи в Австрийско-пруско-италианската война през 1866 г. и във Френско-пруската война през 1870 – 1871 г. През 1873 г. е приет в Пруската военна академия в Берлин. След тригодишно обучение, оценките му са достатъчно високи, за да бъде назначен в генералния щаб. През 1878 г. е повишен на капитан и е включен в състава на Втори армейски корпус. През 1885 г. е повишен на майор и включен в генералния щаб, през 1893 г. е вече полковник на пехотен полк, а през 1896 г. е назначен за началник-щаб на Осми армейски корпус. Към 1900 г. е вече генерал-лейтенант, а през 1909 г. Алфред фон Шлифен го препоръчва за началник на генералния щаб, но вместо него е избран Хелмут фон Молтке.
През 1911 г. се пенсионира като генерал след почетна, но не особено забележителна кариера. Хинденбург е извикан обратно на служба през август 1914 г. като началник на генерал-майор Ерих Лудендорф. Считан за един от най-добрите армейски стратези, Лудендорф изтласква руските сили от Източна Прусия. За това постижение основно Хинденбург получава аплодисментите на народа. Много скоро, Хинденбург започва да засенчва императора Вилхелм II. Повишен е на фелдмаршал, а през 1916 г. императорът е принуден да му предостави командването на всички германски сухопътни сили, докато Лудендорф му е главен помощник. Неспособни да спечелят войната на сушата, двамата се опитват да предизвикат масов глад във Великобритания чрез неограничена подводна война. Уви, това включва САЩ във войната на страната на Антантата през 1917 г. Когато Германия окончателно губи войната през 1918 г., Хинденбург оставя най-вече Лудендорф да поеме вината.
След като Вилхелм II е детрониран през 1918 г., Хинденбург за кратко сътрудничи на новото републиканско правителство. Той ръководи изтеглянето на немските войски от Франция и Белгия и инструктира щаба си да организира потискането на крайнолевите настроения в Германия. След като изпълнява и двете задачи, той се пенсионира отново през юни 1919 г. Заживява в Хановер, където от време на време изразява антирепубликанските си възгледи, но като цяло поддържа образа си на безпристрастен национален герой.
През април 1925 г., след смъртта на президента Фридрих Еберт, Хинденбург е избран за следващ президент на републиката, въпреки отявления му монархизъм. Той като цяло зачита републиканската конституцията, но верните му приятели, особено генерал-майор Курт фон Шлайхер, копнеят за нов авторитарен режим и го подканват да използва престижа си, за да направи правителството по-независимо от парламентарната власт. Изморен от честите политически кризи и страхувайки се да не се наруши конституцията, Хинденбург отлага.
Обаче, когато настъпва Голямата депресия и правителството се разпада, той назначава нов кабинет на своя глава, вместо да разчита на Райхстага. Той упълномощава канцлера Хайнрих Брюнинг да разпусне Райхстага, ако се окаже несъдействащ, и обещава да издава извънредни укази, вместо да разчита на закони, прокарани от Райхстага. Парламентът се разпуска през юли 1930 г., а новите избори водят до дори по-малко съдействащ наследник. Националсоциалистическата партия се оказва втората най-голяма партия в страната, а Брюнинг управлява почти само с укази. Тъй като всеки указ се нуждае от президентския подпис, Хинденбург има право на вето върху всяко решение на правителството. Все по-немощен, раздразнителен и повлиян от своите военни и земевладелски приятели, Хинденбург кара правителството да похарчи големи суми пари за армията и военноморските сили. Междувременно дефлационните политики на Брюнинг утежняват икономическите проблеми. Вълненията, подбуждани най-вече от нацистите, стават все по-големи.
Когато президентският мандат на Хинденбург свършва през април 1932 г., той се кандидатира отново като единствен кандидат, който би могъл да победи Адолф Хитлер. Той е преизбран главно с подкрепата на католическата Партия център и на Германската социалдемократическа партия, вместо на консервативните националистически кръгове, към които се причислява и които вече подкрепят Хитлер. Тези, които гласуват за него, виждат в него опора срещу нацистката бруталност. Все пак приближените на президента намират нацистите за полезно, макар и неприятно движение, с което смятат, че могат да се разберат. Те виждат в Брюнинг пречка за едно такова договаряне и убеждават Хинденбург да уволни канцлера, който му е помогнал да бъде преизбран на президентския пост.
Две последователни правителства, едното оглавявано от бившия кавалерийски офицер Франц фон Папен, а другото от Курт фон Шлайхер, не успяват да спечелят подкрепата на нацистите. Хитлер настоява да бъде канцлер във всяко правителство, в което участва партията му, но въпреки потопа от петиции и писма, Хинденбург, който подхожда с недоверие към шумната агресия на Хитлер, не му предоставя тази възможност. През ноември 1932 г. обаче, когато нацистите изгубват 10% от вота по време на парламентарни избори, Папен и Хитлер се съгласяват да съставят правителство с Хитлер като канцлер, а Папен като вицеканцлер. Папен убеждава Хинденбург, че Хитлер може лесно да се контролира. Когато Шлайхер не успява да си набави парламентарна подкрепа за правителството си, Хинденбург, вече ядосан и уморен, поисква оставката му. На 30 януари 1933 г. Хинденбург назначава Хитлер за канцлер на новия кабинет, в който длъжности заемат само двама нациста – Вилхелм Фрик и Херман Гьоринг.
Гаранциите на Папен се оказват напразни. Хитлер много бързо си осигурява почти неограничена политическа власт чрез терор, манипулации и фалшиви обещания. Хиндернбург заема комфортна позиция и започва да подкрепя Хитлер, макар понякога да прави малки жестове, които да го отдалечат от фюрера и нацистката партия.
Хиндернбург умира от рак на белия дроб на 2 август 1934 г. в Нойдек, Източна Прусия. По това време той е все още почитана национална фигура. Хитлер подозира още от април, че Хинденбург няма да живее дълго. Когато на 1 август Хитлер научава, че Хинденбург е на смъртния одър, той прокарва закон, според който самият той ще стане държавен глава, в случай че Хинденбург почине. С това той окончателно затвърждава статута си на диктатор на Германия.